# Agelena consociata
Agelena consociata es una especie de araña del género Agelena, familia Agelenidae. Fue descrita científicamente por Denis en 1965.

## Distribución
Esta especie se encuentra en Gabón.